# Кевін Баррі
Ке́він Ба́ррі (англ. Kevin Barry; нар. 1969 року, Лімерик, Ірландія) — відомий сучасний ірландський письменник, автор оповідань та романів. Дебютний фантастичний роман про наближене майбутнє — «Місто Боуган» (City of Bohane) — був відзначений Міжнародною дублінською літературною премією, обійшовши таких авторів, як Харукі Муракамі та Мішель Уельбек.

## Біографія
Баррі пише для різних газет. Свою першу збірку оповідань "Є маленькі королівства" (англ. There are Little Kingdoms) він опублікував у 2007 році, за яку отримав Премію Руні в галузі ірландської літератури. Друга збірка оповідань отримала премію "Sunday Times Short Story Award" у 2012 році. Хоча твори Харукі Муракамі, Ендрю Міллера та Мішеля Уельбека також потрапили до шорт-листа, його перший роман "Місто Боуган" (англ. City of Bohane) отримав престижну міжнародну літературну премію IMPAC в Дубліні у 2013 р. Його роман "Бітлбоун" був відзначений Голдсмітсівської премії у 2015 р.

### Романи
- Місто Боуган (англ. City of Bohane) (2011)
- Бітлбоун (англ. Beatlebone) (2015)
- Нічний човен до Танжера (англ. Night Boat to Tangier) (2019)

### Коротка проза
Збірки
- Є маленькі королівства (англ. There are Little Kingdoms) (2007)
- Острів лежить у темряві (англ. Dark Lies the Island) (2012)
- Ця стара кантрі-музика (англ. That Old Country Music) (2020)

## Український переклад
Українською його «Місто Боуган [Архівовано 28 вересня 2020 у Wayback Machine.]» видало 2019 року Видавництво «Астролябія» у перекладі Ярослави Стріхи у рамках проєкту Класична та сучасна європейська література в Україні [Архівовано 24 березня 2019 у Wayback Machine.] за фінансової підтримки програми «Креативна Європа» Європейської Комісії. За жанром це футуристичний гангстерський роман про Ірландію 2053 року. Роман відзначено Літературною премією Європейського Союзу (2012) та Міжнародною дублінською літературною премією (2013).